# 北浜銀行

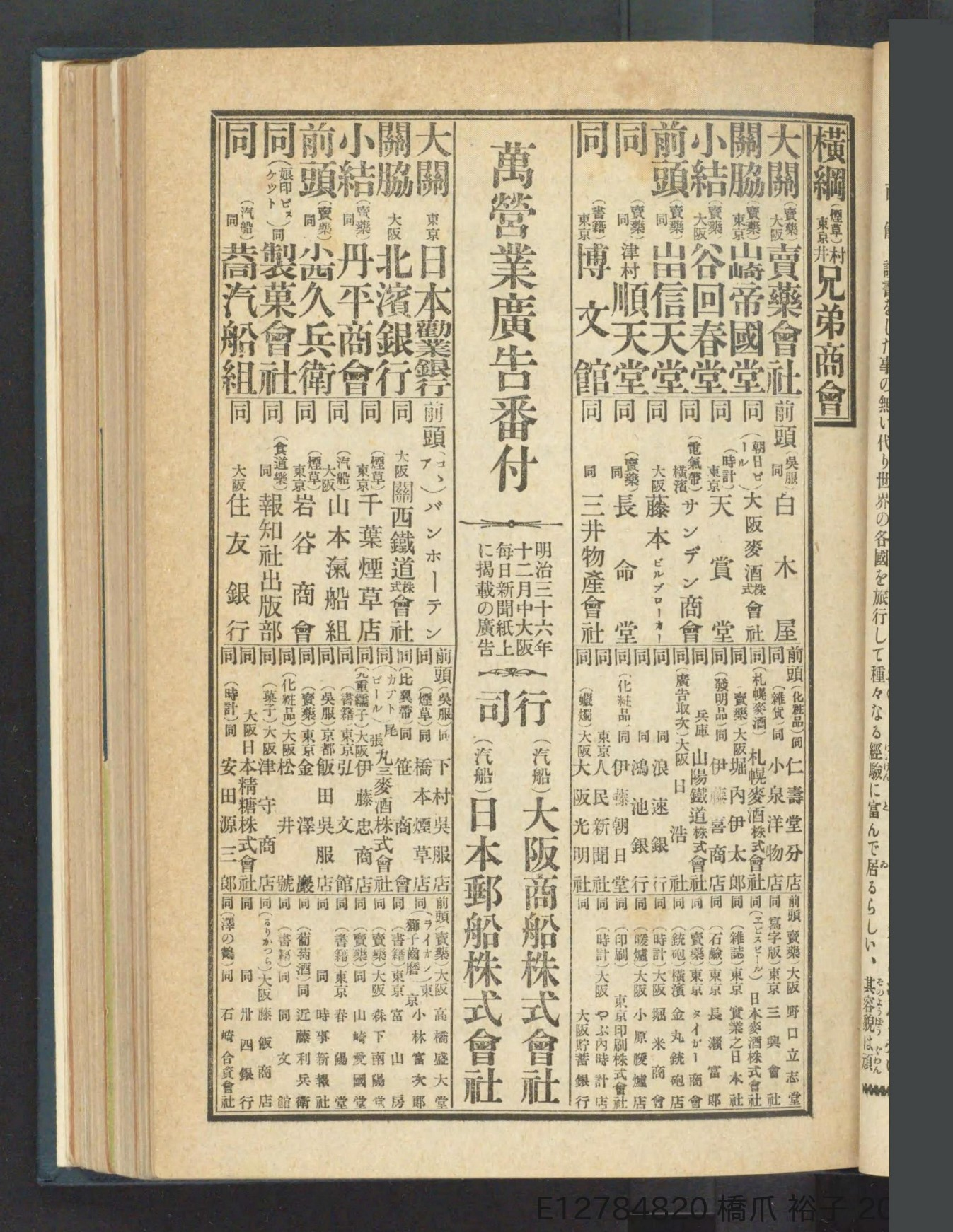
1903年の「万営業広告番付」では広告費用の関脇であった。

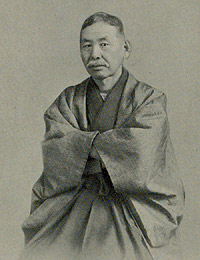
社長岩下清周。

株式会社北浜銀行（きたはまぎんこう、北濱銀行）又は株式会社摂陽銀行（せつようぎんこう）は、戦前に大阪市に本店を置いていた銀行。現在の三菱UFJ銀行の前身の一つ。

## 概要
1897年（明治30年）1月に北浜銀行として設立された（第四十二国立銀行の営業継承）。1904年（明治37年）に平安銀行を合併、1906年（明治39年）11月に藤本銀行を買収した。
設立者の1人である岩下清周は1903年（明治36年）より頭取を勤め、大阪電気軌道の生駒トンネル建設を支援した。
1907年、小林一三から箕面有馬電気軌道への出資を持ち掛けられて協力した。
同年にはまた、鈴木藤三郎の発明により年4回醤油が醸造できるという売り文句で日本醤油醸造を設立し、尼崎と東京で大林組建設の工場を運営した。1908年、塚崎直義が秘書として入社して副支配人となったが、製品へのサッカリン及びホルマリンの使用が発覚し、同社は株価が暴落し、1910年11月に解散に至った。
1914年（大正3年）4月に大阪日日新聞が北浜銀行と岩下を放漫経営として非難する記事が掲載されたことにより、同月4月18日、取り付け騒ぎが起こる。9月から休業、12月より更生開業となった（北浜銀行事件）。
1915年2月、社長岩下ほか社員5名は横領の罪で拘引され、10月の大阪地方裁判所の予備審問を経て、いずれも起訴された。
1919年（大正8年）9月に摂陽銀行に改称され、1926年（大正15年）6月に三十四銀行に合併された。
なお、三十四銀行はその後三和銀行となり、現在の三菱UFJ銀行の前身の一つとなっている。